# Colour Me Free!
Colour Me Free! – czwarty album studyjny angielskiej piosenkarki soulowej, Joss Stone. Data wydania albumu była przekładana z kwietnia 2009 na lipiec, a następnie na 20 października 2009.

## Lista utworów
1. Free Me
2. Could Have Been You
3. Parallel Lines (with Jeff Beck and Sheila E.)
4. Lady
5. 4 And 20
6. Big 'Ol Game (with Raphael Saadiq)
7. Governmentalist (with Nas)
8. Incredible
9. You Got The Love
10. I Believe It To My Soul (with David Sanborn)
11. Stalemate (with Jamie Hartman)
12. Girlfriend On Demand

## Single
- Free Me – wyd. 22 września 2009 (wydanie cyfrowe), 8 listopada 2009 (CD)